# Echeandia
Echeandia é um género botânico pertencente à família agavaceae.